# Sobrália
Sobrália là một đô thị thuộc bang Minas Gerais, Brasil. Đô thị này có diện tích 206,97 km², dân số năm 2007 là 5990 người, mật độ 28,4 người/km².